# Franklin (Kentucky)
Franklin è una città degli USA capoluogo della Contea di Simpson nello Stato del Kentucky.
La città occupa una superficie di 28,8 km².

## Società

### Evoluzione demografica
Secondo il censimento del 2010 Franklin ha una popolazione di 8.408 abitanti, con una densità di popolazione di 291,96 abitanti per km². La popolazione è composta per l'80,66% da bianchi americani, per il 14,61% da afroamericani, per l'1,05% da asioamericani, per lo 0,27% da nativi americani, lo 0,05% da isolani dell'Oceano Pacifico, l'1% da altre razze e il 2,37% da due o più razze. Gli ispano-americani rappresentano il 2,37% della popolazione.